# Tabanus lentisignatus
Tabanus lentisignatus är en tvåvingeart som beskrevs av Schuurmans Stekhoven 1926. Tabanus lentisignatus ingår i släktet Tabanus och familjen bromsar. Inga underarter finns listade i Catalogue of Life.